# Avosaari
Avosaari är en ö i Finland. Den ligger i mellersta delen av sjön Päijänne och i kommunen Luhango i den ekonomiska regionen  Joutsa och landskapet Mellersta Finland, i den södra delen av landet, 180 km norr om huvudstaden Helsingfors. Öns area är 40,5 hektar och dess största längd är 1,5 kilometer i sydväst-nordöstlig riktning.  En del av ön är naturskyddsområde.